# Guió cinematogràfic

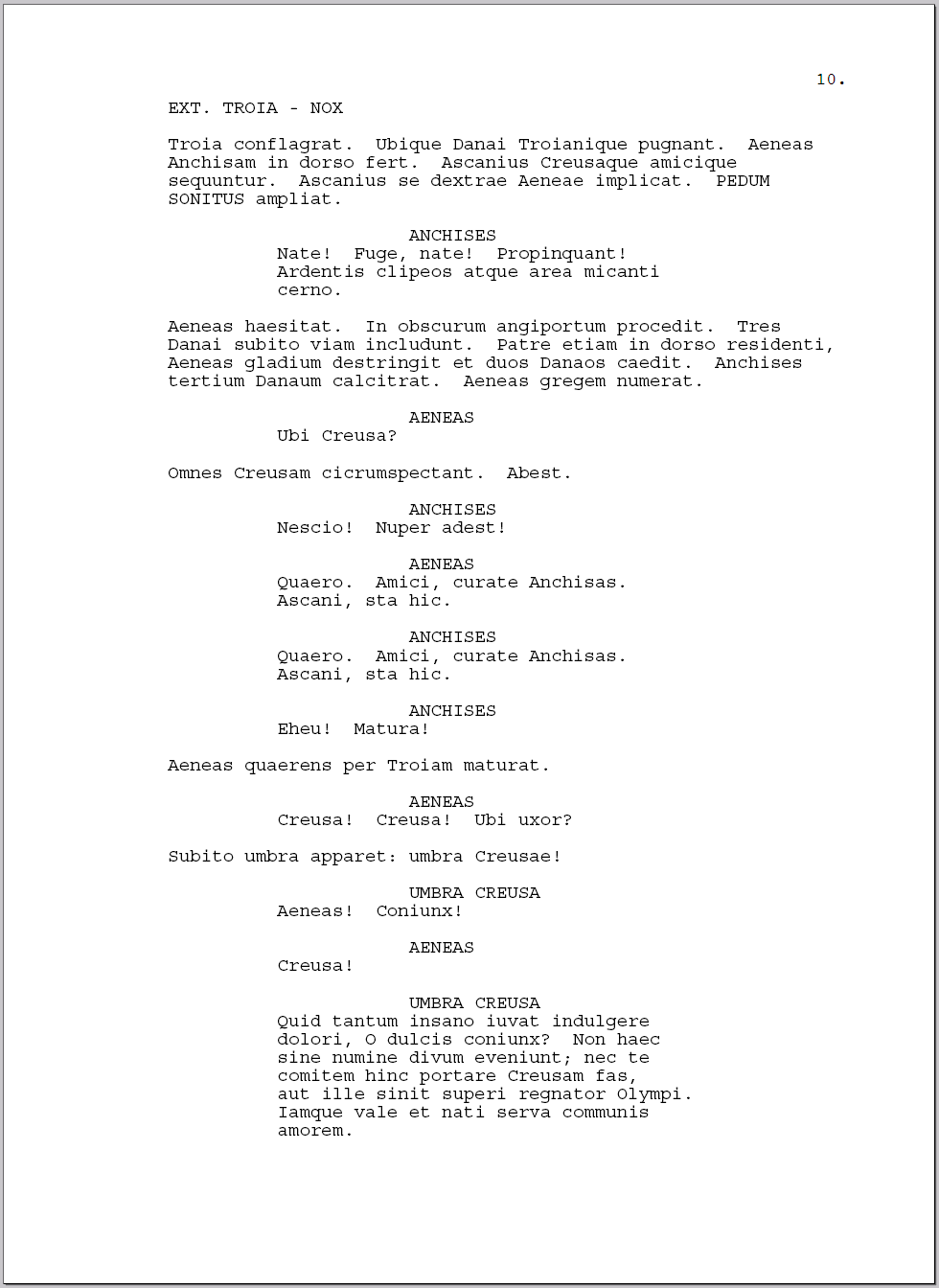
Exemple de guió cinematogràfic.

El guió cinematogràfic descriu allò que es mostrarà i escoltarà en una obra narrativa audiovisual, és a dir, en pel·lícules, sèries i documentals, tant de cinema com de televisió. Especifica la divisió per escenes, les accions dels personatges, els esdeveniments, els diàlegs, així com breus descripcions de l'entorn on esdevindran les accions i, quan cal, l'èmfasi que usaran els actors.
Constitueix una etapa important que decideix la fase de desenvolupament del projecte i permetrà la seva posada en producció. El o els guionistes creen un guió literari que s'adapta més endavant en guió tècnic o de rodatge, el qual detalla de manera codificada tots els aspectes tècnics necessaris per a la presa de vistes. El treball d'escriptura de guions té regles específiques.
L'objectiu bàsic del guió és que sigui comprensible per a cada interventor de la pel·lícula (productors, tècnics, actors, etc.). Des de la invenció del cinematògraf, s'han desenvolupat una quinzena de tipus de guió per adaptar-los a les necessitats tècniques (exteriors, cinema sonor, efectes especials) i artístiques de cada època (pla seqüència, improvisació, coreografia, etc.). El format dels documents actuals, sobretot pel que fa a l'estructura tipogràfica, ha estat fixat en els anys 1950 a Hollywood, on es respecta escrupolosament (això s'en fa menys a Europa).

## Processos d'un guió cinematogràfic

### La idea
És el punt de partença per a elaborar l'argument. És el primer concepte sobre l'obra audiovisual que ha de contenir els elements bàsics d'allò que es portarà a terme:
- La descripció dels personatges involucrats en la història de manera específica, així com els seus objectius i conflictes.[2]
- Les accions que mouran als personatges de la ficció.[2]
- La localització de l'obra, de manera general i la temporalitat que durarà dins la producció.
- Tipus d'audiència a la qual es vol arribar, coherència amb els espectadors.[3]
- La definició del gènere audiovisual i el tipus de ficció que es narra.[3]
- Les emocions i feedback que es vol rebre a través de la proposta.[3]

### La sinopsi
Es tracta del resum o esquema del tema o de l'argument en què s'inclouen les característiques majors dels protagonistes.
Es formalitza de manera escrita i és el contingut de tota l'obra audiovisual. Ha de ser resumida i no molt extensa perquè serà la primera opinió que tindran de la proposta els espectadors.
Ha d'incloure l'inici el desenvolupament i la finalització de la història audiovisual, de manera que la seva redacció ha de ser clara i concisa perquè pugui arribar a tota mena d'individus. De vegades, fins i tot és el mitjà amb el qual els guionistes contacten les productores o el primer que el director vol rebre abans de prendre decisions més específiques sobre el projecte.

### El guió literari
Narra la pel·lícula en termes d'imatge (descripcions) i so (efectes i diàleg), i està dividit en actes i escenes. Ha d'estructurar-se de manera cohesionada, en funció de l'espai, el temps i la història que es vulgui explicar i de manera general s'estructura per seqüències. Les observacions que s'apunten no són més que la manera d'actuar dels intèrprets o altres indicacions sobre l'attrezzo o el vestuari.
Teòricament, si se segueixen les normes d'escriptura, se suposa que una pàgina de guió correspon a un minut de pel·lícula. Això és de gran utilitat per a saber la durada aproximada que tindrà un projecte. L'autor n'és el guionista.

### El guió tècnic
Aquest guió, que també es diu guió de rodatge o script, afegeix al guió literari una sèrie d'indicacions tècniques perquè tots els membres de l'equip tècnic puguin treballar. Específica sobre el paper tot allò que s'ha de veure i sentir durant la projecció i en el mateix ordre d'aparició: il·luminació, posició de la càmera en cada moment, moviments, evolució dels intèrprets, decoració, música per a cada presa, efectes... Està representat en forma de graella i ha de contenir les escenes, les seqüències, els plans i les transicions, també s'inclouen els moviments de càmera i els àudios:
- La seqüència; una successió de plans que conforma una unitat narrativa temporal i espacial, és a dir, ha de transcórrer en el mateix lloc i en el mateix moment.
- L'escena; és a dir, la unitat de temps i acció que es presenta al guió cinematogràfic.[6]
- El pla; és a dir, la unitat de pressa i valor d'enquadrament del conjunt d'imatges que forma un film.[7]
- Les transicions; el pont que existeix entre un pla i un altre. Unint-los o bé mostrant distància entre els dos.[8]
- Els moviments de càmera; que es pot moure seguint l'eix vertical o l'eix horitzontal en un camp de 360° per tal de transmetre tridimensionalitat.
- Els àudios; la qual cosa inclou el diàleg dels personatges, les veus en off, les músiques, els sons de fons i d'altres tipologies que componen la banda sonora.

L'autor és el director del film.

### El guió il·lustrat

Plantilla d'exemple d'un guió il·lustrat.

També pot anomenar-se storyboard i és la presentació gràfica del guió de manera dibuixada i sobre paper. La finalitat d'aquesta creació és la de poder explicar la història de manera purament visual.
No existeixen convencions sobre com han de ser els dibuixos, de manera que qualsevol material gràfic que ajudi a entendre l'obra audiovisual serà vàlid. Sí que se sap que, en termes generals, els dibuixos i materials gràfics se solen presentar en vinyetes.
Cada vinyeta ha de contenir informació sobre:
- Número i títol de l'escena
- Número del pla dins l'escena
- Breu descripció de l’àudio
- Observacions tècniques
- Transicions entre plans

## Convencions en el guió cinematogràfic
Ha de tractar-se d'una redacció el més senzill possible, fàcil d'entendre per l'equip de rodatge, que formi un escrit visual i no es realitzi de manera literària, ja que és la manera més simple que cada membre de l'equip pugui entendre el que es vol transmetre amb la pel·lícula.
Hi ha certes convencions a l'hora del seu redactat i especificacions que s'ha de tenir en compte:
| Nombre de pàgines | Sol estar entre 90 i 120 pàgines. |
| Tipografia        | L'escriptura es fa en Courier New ja que l'equivalent escrit en la font Courier New d'1 pàgina és 1 minut de pel·lícula. |
| Paginació         | La primera pàgina mai es numera, mentre que totes les altres si a la part superior dreta. |
| Marges            | L'encapçalament, el peu de pàgina i el marge dret és d'1”. El marge esquerre és de 1’5”. |
| Majúscules        | Són molt utilitzades als guions, per indicar diverses coses: - L'encapçalament de l'escena - Els personatge que realitza l'acció a l'escena - Les transicions que es fan d'un pla a un altre                                                                                       |
| Parèntesis        | Són una nota explicativa per donar més informació i detallar el que hi ha a l'acció dels personatges. - Serveixen per incloure la manera en la que l'àudio s'escoltarà. - Altres observacions respecte els actes del personatge: la manera en la que s'ha d'interpretar el diàleg. |
| Verbs             | Han d'expressar l'acció en present. |

## Programari d'escriptura de guions

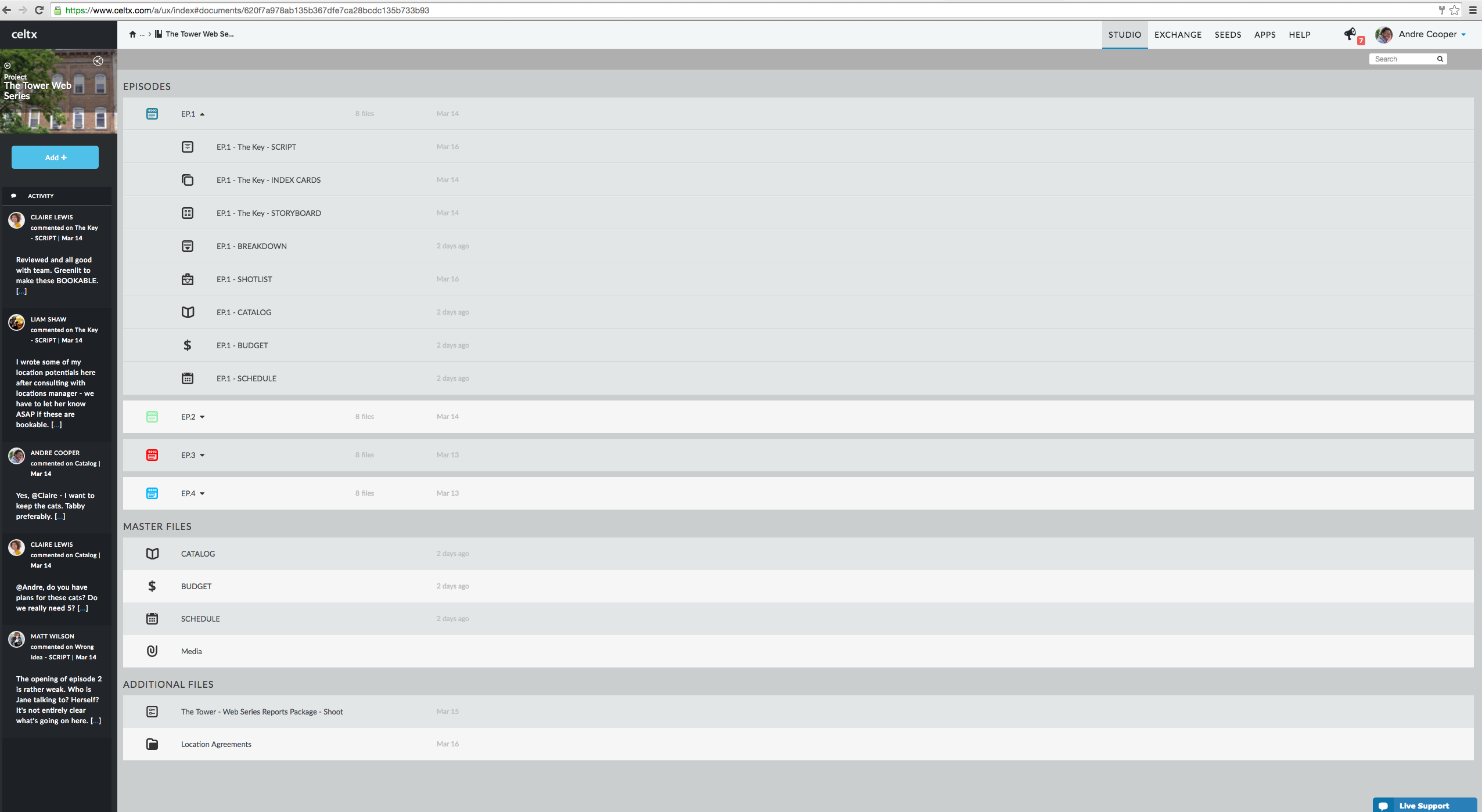
Vista del programa Celtx.

En l'actualitat les grans empreses i productores han decidit estalviar temps i recursos adquirint programes que solucionen els principals problemes d'organització i creació de guions. A continuació, els més utilitzats:

### Adobe Story
Un programa que permet escriure guions de manera ràpida, per fer-los servir per generar programacions i informes de producció i col·laborar en línia.

### Trelby
Una plataforma plena de característiques per redactar guions, ràpida, fàcil i simple.

### Celtx
Una eina per escriure, planificar, i crear els guions amb els estàndards de la indústria del cinema.

### Final Draft
Una eina inclusiva de tots els recursos necessaris per a la redacció de guions que consta de diversos sistemes operatius en els que integrar-lo i un munt de plantilles.

### Montage
Un programa que ha estat a la indústria durant molts anys, que canvia la part de l'escriptura de guions en el format digital amb moltes especificacions i ajudes tècniques.

### Movie Outline
Un programa per ajudar amb l'escriptura i desenvolupament dels guions, basat en una estructura cinemàtica amb moltes eines.

### Page 2 stage
Un programa específicament dissenyat per guionistes de guions i obres de teatre de manera ràpida i senzilla.

### Practical Scriptwriter
Un assistent que produeix guions estandarditzats com a la indústria audiovisual. Només útil per Windows.

### Scrivener
Un programa que permet realitzar continguts i aportar eines per a escriptors que organitzen textos. És molt més genèric que els anteriors, però també serveix per a guions.

### Scripped
Un servei de redacció de guions, amb plantilles de redacció i documents que es poden transformar a PDF.

## Premis
- Premi Gaudí al Millor guió
- Oscar al millor guió original
- Oscar al millor guió adaptat
- Globus d'Or al millor guió